# Leptomelanosoma indicum
Leptomelanosoma indicum är en fiskart som först beskrevs av Shaw, 1804.  Leptomelanosoma indicum ingår i släktet Leptomelanosoma och familjen Polynemidae. Inga underarter finns listade i Catalogue of Life.